# Tulsa Pride
Tulsa Pride is een voormalige Amerikaanse voetbalclub uit Tulsa, Oklahoma. De club werd opgericht in 1992 aan het eind van het eerste seizoen weer opgeheven. De club haalde in dat jaar de play-offs.